# Rural Municipality of Hillsborough No. 132
Die Rural Municipality of Hillsborough No. 132 (kurz Hillsborough No. 132) ist eine Landgemeinde (Rural Municipality) im zentralen Süden der kanadischen Provinz Saskatchewan. Sie ist die Landgemeinde in der Provinz mit der geringsten Bevölkerungszahl. Sie hat ihren Verwaltungssitz in der etwa 30 Kilometer nordöstlich gelegenen Stadt  Moose Jaw.
Die Gemeinde gehört statistisch zur Saskatchewan Census Division No. 7 und ist Teil der SARM Division No. 2.

## Geographie
Hillsborough No. 132 liegt in einer mit zahlreichen kleinen Seen durchzogenen Prairielandschaft, südlich der Ausläufer der Aspen Parklands. Die am nordöstlichen Ufer des Old Wives Lake gelegene Gemeinde wird nur von einem Highway zweiter Ordnung (secondary highway), den Highway 363, durchquert.

## Geschichte
Die Gemeinde wurde am 1. Januar 1913 eingerichtet (englisch „incorporated“) und gehört damit zur überwiegenden Mehrheit der Gemeinden die zwischen 1909 und 1913 eingerichtet wurden.

## Demographie
Der Zensus im Jahr 2021 ergab für die Gemeinde eine Bevölkerung von 97 Einwohnern, nachdem der Zensus im Jahr 2016 für die Gemeinde eine Bevölkerung von 101 Einwohnernergeben hatte. Die Bevölkerung hat damit im Vergleich zum letzten Zensus im Jahr 2016 entgegen dem Trend in der Provinz um 4,0 % abgenommen, während der Provinzdurchschnitt bei einer Bevölkerungszunahme von 3,1 % lag. Im letzten Zensuszeitraum von 2011 bis 2016 hatte die Bevölkerung bereits stärker als der Trend um 11,4 % abgenommen, bei einer durchschnittlichen Bevölkerungszunahme von 6,3 % in der Provinz.
Im Rahmen des „Census 2021“ wurde für die Gemeinde ein Medianalter von 47,6 Jahren ermittelt. Das Medianalter der Provinz lag 2021 bei nur 38,8 Jahren. Das örtliche Durchschnittsalter lag bei 44,8 Jahren, bzw. bei 39,8 Jahren in der Provinz. Beim „Census 2016“ wurde für die Gemeinde noch ein Medianalter von 51,5 Jahren ermittelt und für die Provinz von 37,8 Jahren bzw. ein örtliches Durchschnittsalter von 45,8 Jahren sowie von 39,1 Jahren in der Provinz.

## Gemeinden

### Eigenständige Gemeinden
Innerhalb des Gemeindegebietes gibt es keine eigenständigen Gemeinden.

### Nicht eigenständige Gemeinden
Innerhalb des Gemeindegebietes gibt es die nicht eigenständigen Gemeinden, sogenannte „unincorporated communities“, Old Wives und Orland.